# Sergio Busquets
Sergio Busquets Burgos (Sabadell, 1988. július 16. –) világbajnok spanyol labdarúgó, aki tizenöt éven keresztül a Barcelona játékosa volt, jelenleg az MLS-ben szereplő Inter Miami játékosa. Védekező középpályás poszton játszik.
A klub korábbi játékosa, Carles Busquets fia, aki kapus volt az 1990-es évek környékén.

## Pályafutása

### Klubcsapatokban

#### A kezdetek
2003–2004-es szezonba csatlakozott FC Barcelona B ifjúsági csapatához. A 2006–2007-es szezonban a Juvenil A-ban lőtt 7 gólt 26 mérkőzésen, ezzel felhívta magára a figyelmet.
2007–2008-ban, a Barca B új vezetőedzője, Josep Guardiola felvitte, és ezt meghálta 2 góllal 23 mérkőzésen. A csapat végül megnyerte a bajnokságot, és feljutott a harmadik vonalba. A nagy csapatnál eközben az edző, Frank Rijkaard távozott a klubtól, és a megüresedett posztra végül Guardiola került. Felhozta magával a tehetséges játékosait, így Busquetset is.

#### Barcelona
A 2008–2009-es szezonban Busquets már a második fordulóban bemutatkozhatott, és mint később kiderült, Guardiola komolyan számol vele. A szezon elején a szurkolók elégedetlenek voltak, mert sokszor Yaya Touré helyett játszott, de később mind a ketten lehetőséghez jutottak. Busquets bebizonyította, hogy nem véletlenül került a nagy csapathoz. A Basel elleni Bajnokok Ligája meccsen kivette a részét az 5-0 arányú győzelemből, és megszerezte első gólját a Barcelonában. Kiváló teljesítményének köszönhetően játszhatott a Real Madrid ellen is. Aláírta új szerződését, ami év végén lejárt volna, így 2013-ig hosszabbított. Az Athletic Bilbao elleni jó teljesítményét első bajnoki góljával tette még emlékezetesebbé. A Bajnokok Ligája döntőjében a kezdők között kapott szerepet, mivel Yaya Touré sérült volt és az eltiltott védők miatt hátvédként szerepelt.
Az 2009–2010-es előszezonban – a tavalyi 28-as után – a 18-as mezszámmal szerepelt. Ez a szám korábban Gabriel Militóé volt, de ő már több mint egy éve sérült. Az idényben már a 16-os mezszámmal szerepelt.
Busquets 2010–2011-ben ismét sokszor játszott, olykor középhátvédként. 2011. január 27-én szerződéshosszabbítást írt alá, amely 2015-ig szólt, a kivásárlási záradékot pedig 150 millió euróra emelték. 2011. március 8-án középhátvédként öngólt vétett az Arsenal ellen, szögletrúgásból a Bajnokok Ligája nyolcaddöntőjében, és ezzel kiegyenlítette az állást 1–1-re, a Barcelona végül 3–1-re (összesítésben 4–3-ra) megnyerte a meccset. Május 28-án a teljes meccset végigjátszotta csapata Manchester United 3–1-re megnyert Bajnokok Ligája-döntőjében a Wembley Stadionban.
2012. április 24-én gólt lőtt, de a Barcelona így is csak csak 2–2-t tudott játszani, végül pedig 2–3-ra összesítésben kikapott a Chelseatől a Bajnokok Ligája elődöntő visszavágóján.
2013. július 16-án 25. születésnapján ismételten kontraktust hosszabbított 2018-ig, a kivásárlási záradéka viszont változatlan maradt. 2014. augusztus 1-jén, Carles Puyol csapatkapitány és védő visszavonulása után, személyes kérésére megkapta az 5-ös számú mezt a következő idényre, és a csapat negyedik számú kapitánya lett Xavi, Andrés Iniesta és Lionel Messi mögött.
2015. június 6-án a Bajnokok Ligája döntőjében az olasz Juventus ellen kezdőként végigjátszotta az összecsapást, klubja 3–1 arányban diadalmaskodott a berlini Olimpiai Stadionban. Ezzel harmadik BL-győzelmét ünnepelhette a klub szerelésében. Ezzel Dani Alves, Iniesta, Messi, Pedro, Gerard Piqué és Xavi mellett az egyetlen játékos lett, aki elérte, hogy háromszor nyerte meg a hazai bajnokságot, a hazai kupát és a Bajnokok Ligáját is.
2015. október 3-án Busquets először volt a Barcelona csapatkapitánya Iniesta és Messi hiányában a Sevillától elszenvedett, idegenbeli 2–1-es vereség alkalmával.
2017. október 1-jén a Las Palmas elleni 3–0-s győzelmet arattak, a mérkőzést zárt kapuk mögött játszották a Camp Nouban a folyamatban lévő katalán függetlenségi népszavazás miatt. Egy évvel később új szerződést írt alá 2023 júniusáig, amely 200 millió euróról – 500 millió euróra növelte a kivásárlási záradékát. 2018. november 24-én 500. mérkőzését játszotta a Barcelona színeiben az Atlético Madrid vendégeként, december 11-én pedig 100. alkalommal lépett pályára a Bajnokok Ligájában a Tottenham Hotspur elleni 1–1-es csoportkörben.
2021. január 9-én már 600. alkalommal szerepelt a gránátvörös-kék szerelésben a Granada elleni 4–0-s győzelem során a Los Cármenesben. Nála csak kortársai, Xavi, Iniesta és Messi játszottak több meccset a klub történetében. Augusztusban kinevezték hivatalos csapatkapitánynak, miután Messi a Paris Saint-Germainhez távozott.
2023. május 10–én bejelentette, hogy 15-év után elhagyja a klubot.

#### Inter Miami
2023. június 23-án az észak-amerikai bajnokságban szereplő klubhoz igazolt.

### A válogatottban
2008. október 11-én először lépett pályára válogatottban, az U21-es nemzeti csapatban a 2009-es U21-es Európa-bajnokságon.
2009. február 11-én Vicente del Bosque spanyol szövetségi kapitány meghívta a keretébe Anglia ellen, ám nem lépett pályára. A 2010-es vb-selejtezőn, Törökország ellen 2009. március 28-án csereként nevezték be, majd a visszavágón április 1-jén debütált, 16 percet játszott David Silva cseréjeként Isztambulban a 2–1-re megnyert találkozón. A nyáron részt vett első felnőtt tornáján, a 2009-es dél-afrikai FIFA Konföderációs kupán, ahol Spanyolország harmadik helyezést ért el.
Bosque őt is nevezte a végül megnyert 2010-es világbajnokságra. A tornán csapattársa, Puyol mellett a harmadik legmagasabb passzolási aránnyal zárta, 88%-kal. A 2012-es Európa-bajnokságon Lengyelország és Ukrajna ellen az egész meccset végigjátszotta. Július 1-jén szintén végig a pályán volt az Olaszország ellen, 4–1 arányban megnyert döntőben.
2014. szeptember 8-án megszerezte első nemzetközi gólját a Macedónia elleni 5–1-re megnyert meccsen a 2016-os EB-selejtező szakaszában. Busquets 2017. október 9-én ünnepelte 100. fellépését a spanyol válogatottban, a 2018-as világbajnokság selejtezőjében. Ezt követően bekerült Julen Lopetegui Oroszországba utazó keretébe.
2020. október 7-én először volt a spanyolok kapitánya a portugálok elleni, gól nélküli barátságos mérkőzésen, Sergio Ramos ugyanis a kispadon ült. A következő év májusban bekerült Luis Enrique 24 fős, végleges keretébe a 2020-as Európa-bajnokságra. Ramos távollétében szintén kapitánynak nevezték ki. Nyolc nappal Spanyolország első meccse előtt pozitív lett a koronavírus-tesztje, ami miatt a teljes keret kihagyta a Litvánia elleni utolsó felkészülési mérkőzést. A Svájc elleni negyeddöntőben, a tizenegyespárbajban hibázott és kapufát lőtt, ennek ellenére ők jutottak tovább.
A 2021-es Nemzetek Ligája döntőben, október 10-én Spanyolország végül 2–1-es vereséget szenvedett, Busquets pedig kiérdemelte "A mérkőzés embere"-díjat.
2022. december 16-án jelentette be visszavonulását a válogatottól.

## Statisztikái

### Klubcsapatokban
Utoljára frissítve: 2024. augusztus 14.
| Klub             | Szezon           | Liga               | Liga  | Liga  | Kupa  | Kupa  | Nemzetközi Kupa | Nemzetközi Kupa | Egyéb | Egyéb | Összesen | Összesen |
| Klub             | Szezon           | Liga               | Mérk. | Gólok | Mérk. | Gólok | Mérk.           | Gólok           | Mérk. | Gólok | Mérk.    | Gólok    |
| ---------------- | ---------------- | ------------------ | ----- | ----- | ----- | ----- | --------------- | --------------- | ----- | ----- | -------- | -------- |
| Barcelona B      | 2007–08          | Tercera División   | 23    | 2     | —     | —     | —               | —               | —     | —     | 23       | 2        |
| Barcelona B      | 2008–09          | Segunda División B | 2     | 0     | —     | —     | —               | —               | —     | —     | 2        | 0        |
| Barcelona B      | Összesen         | Összesen           | 25    | 2     | —     | —     | —               | —               | —     | —     | 25       | 2        |
| Barcelona        | 2008–09          | La Liga            | 24    | 1     | 9     | 0     | 8               | 2               | —     | —     | 41       | 3        |
| Barcelona        | 2009–10          | La Liga            | 33    | 0     | 4     | 0     | 10              | 0               | 5     | 1     | 52       | 1        |
| Barcelona        | 2010–11          | La Liga            | 28    | 1     | 5     | 0     | 12              | 0               | 1     | 0     | 46       | 1        |
| Barcelona        | 2011–12          | La Liga            | 31    | 1     | 8     | 0     | 10              | 1               | 3     | 0     | 52       | 2        |
| Barcelona        | 2012–13          | La Liga            | 31    | 1     | 4     | 0     | 8               | 0               | 2     | 0     | 45       | 1        |
| Barcelona        | 2013–14          | La Liga            | 32    | 1     | 5     | 1     | 9               | 1               | 2     | 0     | 48       | 3        |
| Barcelona        | 2014–15          | La Liga            | 33    | 1     | 4     | 0     | 10              | 0               | —     | —     | 47       | 1        |
| Barcelona        | 2015–16          | La Liga            | 35    | 0     | 5     | 0     | 9               | 0               | 4     | 0     | 53       | 0        |
| Barcelona        | 2016–17          | La Liga            | 33    | 0     | 5     | 0     | 8               | 0               | 2     | 0     | 48       | 0        |
| Barcelona        | 2017–18          | La Liga            | 31    | 1     | 7     | 0     | 10              | 0               | 2     | 0     | 50       | 1        |
| Barcelona        | 2018–19          | La Liga            | 35    | 0     | 6     | 0     | 12              | 0               | 1     | 0     | 54       | 0        |
| Barcelona        | 2019–20          | La Liga            | 33    | 2     | 2     | 0     | 7               | 0               | 1     | 0     | 43       | 2        |
| Barcelona        | 2020–21          | La Liga            | 36    | 0     | 6     | 0     | 6               | 0               | 2     | 0     | 50       | 0        |
| Barcelona        | 2021–22          | La Liga            | 36    | 2     | 2     | 0     | 12              | 1               | 1     | 0     | 51       | 3        |
| Barcelona        | 2022–23          | La Liga            | 30    | 0     | 7     | 0     | 5               | 0               | 0     | 0     | 42       | 0        |
| Barcelona        | Összesen         | Összesen           | 481   | 11    | 79    | 1     | 136             | 5               | 26    | 1     | 722      | 18       |
| Inter Miami      | 2023             | MLS                | 11    | 0     | 2     | 0     | 7               | 0               | —     | —     | 20       | 0        |
| Inter Miami      | 2024             | MLS                | 23    | 1     | 0     | 0     | 8               | 0               | —     | —     | 31       | 1        |
| Karrier összesen | Karrier összesen | Karrier összesen   | 540   | 14    | 81    | 1     | 151             | 5               | 26    | 1     | 798      | 21       |

1. 1 2 3 4 5 6 7 8 9 10 11 12 13  Pályára lépései a Bajnokok ligájában
2. ↑  Egy pályára lépése az UEFA-szuperkupán, két pályára lépés a Spanyol szuperkupán, két pályára lépés és egy gól a  FIFA-klubvilágbajnokságon
3. 1 2 3 4 5 6 7  Pályára lépése a Spanyol szuperkupán
4. ↑  Egy pályára lépése az UEFA-szuperkupán, egy pályára lépése a Spanyol szuperkupán, egy pályára lépése a FIFA-klubvilágbajnokságon
5. ↑  Egy pályára lépése az UEFA-szuperkupán, egy pályára lépése a Spanyol szuperkupán, két pályára lépése a FIFA-klubvilágbajnokságon

### A válogatottban
| Válogatott    | Év       | Meccsek | Gólok |
| ------------- | -------- | ------- | ----- |
| Spanyolország | 2009     | 10      | 0     |
| Spanyolország | 2010     | 16      | 0     |
| Spanyolország | 2011     | 11      | 0     |
| Spanyolország | 2012     | 14      | 0     |
| Spanyolország | 2013     | 12      | 0     |
| Spanyolország | 2014     | 11      | 2     |
| Spanyolország | 2015     | 8       | 0     |
| Spanyolország | 2016     | 12      | 0     |
| Spanyolország | 2017     | 8       | 0     |
| Spanyolország | 2018     | 9       | 0     |
| Spanyolország | 2019     | 5       | 0     |
| Spanyolország | 2020     | 4       | 0     |
| Spanyolország | 2021     | 13      | 0     |
| Spanyolország | 2022     | 10      | 0     |
| Összesen      | Összesen | 143     | 2     |

### Góljai a válogatottban
| # | Dátum               | Helyszín                                    | Pályára lépésének száma | Ellenfél         | Gólja | Végeredmény | Verseny                            |
| - | ------------------- | ------------------------------------------- | ----------------------- | ---------------- | ----- | ----------- | ---------------------------------- |
| 1 | 2014. szeptember 8. | Ciutat de València, Valencia, Spanyolország | 70                      | Észak-Macedónia  | 3–1   | 5–1         | 2016-os Európa-bajnokság selejtező |
| 2 | 2014. november 15.  | Nuevo Colombino, Huelva, Spanyolország      | 73                      | Fehéroroszország | 2–0   | 3–0         | 2016-os Európa-bajnokság selejtező |

## Sikerei, díjai

### Klubcsapatokban
Barcelona
- Spanyol bajnok: 2008–09, 2009–10, 2010–11, 2012–13, 2014–15, 2015–16, 2017–18, 2018–19
- Spanyol kupagyőztes: 2008–09, 2011–12, 2014–15, 2015–16, 2016–17, 2017–18
- Spanyol szuperkupa-győztes: 2009, 2010, 2011, 2013, 2016, 2018
- Bajnokok ligája: 2008–09 2010–11, 2014–15
- UEFA-szuperkupa: 2009, 2011, 2015,
- FIFA-klubvilágbajnokság: 2009, 2011, 2015

Inter Miami
- Leagues Cup
  - 2023

Egyéni
- MLS All-Stars: 2024

### A válogatottban
Spanyolország
- Világbajnok: 2010
- Europa-bajnok: 2012
- Konföderációs kupa:
- Döntős: 2013
- Harmadik helyezett: 2009